# Conférence consultative politique du peuple chinois
 (juillet 2021).
La Conférence consultative politique du peuple chinois (chinois : 中国人民政治协商会议 ; pinyin : Zhōngguó Rénmín Zhèngzhì Xiéshāng Huìyì , abrégé en 人民政协 ou 政协, Rénmín Zhèngxié ou Zhèngxié), ou CCPPC, est une assemblée consultative de la république populaire de Chine. 
Elle existe dans les différents niveaux du pays, le Comité national de la Conférence consultative politique du peuple chinois est l'organe du niveau national.

## Présentation
La Conférence consultative politique du peuple chinois (CCPPC) est une assemblée sans pouvoirs de décision. Placée sous la direction du Parti communiste chinois, elle regroupe les représentants des huit « partis démocratiques » et des organisations ayant fait alliance avec le PCC au sein du front uni patriotique lors de la guerre civile entre 1946 et 1949. Cette assemblée permet à l'État de consulter les divers groupes ethniques et autres organisations avant de décider des lois et décrets.
La CCPPC se réunit une fois par an en même temps que la session plénière de l’Assemblée nationale populaire. Des assemblées semblables existent également aux niveaux provincial et local (mairies).

## Histoire et statut
La Conférence consultative politique du peuple chinois (CCPPC) a été créée avant la république populaire de Chine et servait d’assemblée législative jusqu’à l’adoption de la Constitution en 1954, date à laquelle la fonction législative a été transférée à l’Assemblée nationale populaire.
Depuis lors, la CCPPC n’a pas été formellement incluse dans la constitution. Cependant son rôle et ses pouvoirs sont semblables à ceux d’une chambre haute consultative.

## Partis et organisations membres
- Les partis :
  - Parti communiste chinois (en pinyin: Zhōngguó Gòngchǎndǎng) : plus de 90 millions de membres ;
  - Comité révolutionnaire du Guomintang : 53 000 membres. Fondé en 1948 par des membres dissidents du Kuomintang, alors sous le contrôle du général Tchang Kaï-chek ;
  - Ligue démocratique de Chine (Zhōngguó Mínzhǔ Tóngméng) : 144 000 membres. Fondée en 1941 par des intellectuels ;
  - Association de construction nationale démocratique de Chine (Zhōngguó Mínzhǔ Jiànguó Huì), formée en 1945 par des éducateurs et des capitalistes nationaux (industriels et commerçants) ;
  - Association chinoise pour la promotion de la démocratie (Zhōngguó Minzhu Cujin Hui) : 117 500 membres. Fondée en 1945 par des intellectuels médecins, éducateurs d’écoles primaires et collèges, ainsi que des éditeurs ;
  - Parti démocratique des paysans et des travailleurs chinois (Zhōngguó Nónggōng Mínzhǔ Dǎng) : 65 000 membres. Fondé en 1930 par des intellectuels médecins, artistes et éducateurs ;
  - Parti chinois pour l'intérêt public (Zhōngguó Zhìgōngdǎng), fondé en 1925 pour attirer le soutien de la diaspora chinoise ;
  - Société du 3 septembre ou Société du Jiusan (Jǐusān Xuéshè) : 68 000 membres. Fondée en 1945 par un groupe de professeurs d'université et de scientifiques pour commémorer la victoire « de la guerre internationale contre le fascisme » ;
  - Ligue pour l'auto-administration démocratique de Taïwan (Táiwān Mínzhǔ Zìzhì Tóngméng) : 1 600 membres. Créée en 1947 par les « patriotes soutenant la démocratie taïwanaise et résidant en Chine continentale ».

## Extension du pouvoir d'une CCPPC locale
En RPC, les maires sont choisis par leur hiérarchie étatique, la province choisit les maires des grandes villes qui eux-mêmes choisissent les maires des bourgs, ceux-là désignant les maires des villages avoisinants.
Récemment une expérimentation a lieu dans la province du Henan : le maire d'une ville a confié à la CCPPC locale le choix du maire, parmi 63 candidats sélectionnés par des entreprises et des écoles.